# Пам'ятки історії Роменського району
У Роменському районі Сумської області на обліку перебуває 93 пам'ятки історії.
| №  | Назва | Охоронний номер | Місце                                                             |
| -- | --- | --------------- | ----------------------------------------------------------------- |
| 1  | Група братських (2) могил радянських воїнів, могила Зеленко К. І. — Героя Радянського Союзу та пам'ятник воїнам-землякам     | 936             | с. Анастасівка, центр сільради, центр села                        |
| 2  | Могила Білошніченка І. М. — радянського воїна                                                                                | 1625            | с. Анастасівка, центр сільради, центр села                        |
| 3  | Братська могила радянських воїнів, жертв фашизму та пам'ятник воїнам-землякам                                                | 937             | с. Андріївка, центр сільради, центр села                          |
| 4  | Братська могила радянських воїнів та пам'ятник воїнам-землякам                                                               | 939             | с. Андріяшівка, центр сільради, центр села                        |
| 5  | Могила радянського воїна |                 | с. Андріяшівка, центр сільради, кладовище                         |
| 6  | Братська могила радянських воїнів                                                                                            |                 | с. Андріяшівка, центр сільради, біля залізничної станції          |
| 7  | Братська могила радянських воїнів та пам'ятник воїнам-землякам                                                               | 936             | с. Артюхівка, центр сільради, центр села                          |
| 8  | Братська могила радянських воїнів та пам'ятник воїнам-землякам                                                               | 940             | с. Басівка, центр сільради, центр села                            |
| 9  | Братська могила радянських воїнів                                                                                            | 1627            | с. Бацмани, Малобубнівська сільрада, кладовище                    |
| 10 | Братська могила радянських воїнів, жертв фашизму та пам'ятник воїнам-землякам                                                | 941             | с. Біловоди, центр сільради, центр села                           |
| 11 | Братська могила радянських воїнів                                                                                            | 942             | с. Бобрик, центр сільради, кладовище                              |
| 12 | Могила радянського воїна |                 | с. Бобрик, центр сільради, кладовище                              |
| 13 | Могила Любарського М. Г. — радянського воїна                                                                                 |                 | с. Бобрик, центр сільради, у лісі                                 |
| 14 | Братська могила радянських воїнів                                                                                            |                 | с. Бобрик, центр сільради, вул. Шкільна                           |
| 15 | Місце загибелі екіпажу радянського танка Т-34                                                                                | 994             | с. Бобрик, центр сільради, вул. Леніна                            |
| 16 | Братська могила радянських воїнів та пам'ятник воїнам-землякам                                                               | 943             | с. Василівка, центр сільради, центр села                          |
| 17 | Братська могила радянських воїнів                                                                                            | 944             | с. Ведмеже, Рогинська сільрада, кладовище                         |
| 18 | Група індивідуальних (2) та братська могила радянських воїнів                                                                | 946             | с. Великі Бубни, центр сільради, центр села                       |
| 19 | Братська могила радянських воїнів                                                                                            | 947             | с. Великі Бубни, центр сільради, кладовище                        |
| 20 | Братська могила радянських воїнів та пам'ятник воїнам-землякам                                                               | 1628            | с. Великі Будки, Басівська сільрада, центр села                   |
| 21 | Братська могила радянських воїнів                                                                                            | 945             | с. Вовківці, Пустовійтівська сільрада, центр села                 |
| 22 | Братська могила радянських воїнів                                                                                            |                 | с. Вовківці, Пустовійтівська сільрада, кладовище                  |
| 23 | Братська могила радянських воїнів та пам'ятник воїнам-землякам                                                               | 948             | с. Волошнівка, центр сільради, центр села                         |
| 24 | Братська могила радянських воїнів                                                                                            | 950             | с. Галка, центр сільради, центр села                              |
| 25 | Могила Люльки А. С. — активіста колгоспного руху                                                                             | 951             | с. Галка, центр сільради, центр села                              |
| 26 | Братська могила жертв фашизму                                                                                                | 953             | с. Герасимівка, Пустовійтівська сільрада, околиця села            |
| 27 | Братська могила радянських воїнів                                                                                            | 952             | с. Герасимівка, Пустовійтівська сільрада, центр                   |
| 28 | Братська могила учасників громадянської війни                                                                                | 1634            | с. Глинськ, центр сільради, центр села                            |
| 29 | Братська могила радянських воїнів                                                                                            | 954             | с. Глинськ, центр сільради, біля лікарні                          |
| 30 | Братська могила радянських воїнів                                                                                            | 955             | с. Глинськ, центр сільради, центр села (парк)                     |
| 31 | Братська могила радянських воїнів                                                                                            |                 | с. Глинськ, центр сільради, біля школи                            |
| 32 | Братська могила жертв фашизму                                                                                                | 956             | с. Глинськ, центр сільради, узлісся урочища Олександрівка         |
| 33 | Могила Кузьменка І. А. — секретаря Глинського підпільного райкому КП(б)У                                                     | 987             | с. Глинськ, центр сільради, парк СПТУ — 37                        |
| 34 | Братська могила радянських воїнів                                                                                            | 957             | с. Голінка, Новогребельська сільрада, центр села                  |
| 35 | Могила Стрельбицького І. П. — українського і російського вченого-географа, картографа                                        | 988             | с. Голінка, Новогребельська сільрада, кладовище                   |
| 36 | Братська могила радянських воїнів                                                                                            | 938             | с. Гудими, Андріяшівська сільрада, центр села                     |
| 37 | Могила Сім'ї Г. В. — активіста колгоспного руху                                                                              | 989             | с. Гришине, центр сільради, кладовище                             |
| 38 | Пам'ятний знак на честь Потебні О. П. — українського і російського вченого-філолога                                          | 1636            | с. Гришине, центр сільради, центр села                            |
| 39 | Братська могила радянських воїнів та пам'ятник воїнам-землякам                                                               | 959             | с. Дзеркалька, Дібрівська сільрада, центр села                    |
| 40 | Братська могила радянських воїнів                                                                                            |                 | с. Дубина, Хоминцівська сільрада, центр села                      |
| 41 | Братська могила радянських воїнів                                                                                            | 961             | с. Житне, Миколаївська сільрада, центр села                       |
| 42 | Могила радянського воїна | 1638            | с. Житне, Миколаївська сільрада, кладовище                        |
| 43 | Вітряк |                 | с. Житне, Миколаївська сільрада, околиця села                     |
| 44 | Група братських могил радянських воїнів                                                                                      | 963             | с. Золотиха, Новогребельська сільрада, центр села                 |
| 45 | Братська могила радянських воїнів                                                                                            | 962             | с. Заруддя, центр сільради, центр села                            |
| 46 | Могила Попова М. І. — радянського воїна                                                                                      | 2235            | с. Зеленівщина, Коржівська сільрада, кладовище                    |
| 47 | Братська могила радянських воїнів                                                                                            | 964             | с. Калинівка, Миколаївська сільрада, центр села                   |
| 48 | Братська могила учасників громадянської війни                                                                                | 1641            | с. Коржі, центр сільради, кладовище                               |
| 49 | Братська могила радянських воїнів                                                                                            | 965             | с. Коржі, центр сільради, центр села                              |
| 50 | Братська могила радянських воїнів                                                                                            | 1643            | с. Косарівщина, Дібрівська сільрада, кладовище                    |
| 51 | Могила Мусіна С. — радянського воїна                                                                                         |                 | с. Левченки, Довгополівська сільрада, центр села                  |
| 52 | Комора |                 | с. Левченки, Довгополівська сільрада, тераса між церквою і річкою |
| 53 | Вітряк |                 | с. Лісківщина, Артюхівська сільрада, у полі                       |
| 54 | Братська могила партизанів                                                                                                   | 2237            | с. Локня, Хоминцівська сільрада, центр села                       |
| 55 | Братська могила Соколовського Ф. Т. — борця за встановлення радянської влади, радянських воїнів та пам'ятник воїнам-землякам | 966             | с. Локня, Хоминцівська сільрада, біля школи                       |
| 56 | Могила радянського воїна | 2238            | с. Луценкове, Андріяшівська сільрада, кладовище                   |
| 57 | Братська могила радянських воїнів та пам'ятний знак на честь Данченка А. М.                                                  | 967             | с. Мале, Зарудянська сільрада, центр                              |
| 58 | Братська могила радянських воїнів та пам'ятник воїнам-землякам                                                               | 968             | с. Марківське, Біловодська сільрада, центр                        |
| 59 | Могила радянського воїна |                 | с. Миколаївка, центр сільради, кладовище                          |
| 60 | Братська могила жертв фашизму та пам'ятник воїнам-землякам                                                                   | 969             | с. Москалівка, Біловодська сільрада, центр                        |
| 61 | Могила Хандоги П. П. — повного кавалера ордена «Слава»                                                                       |                 | с. Матлахове, Великобубнівська сільрада, кладовище                |
| 62 | Братська могила радянських воїнів                                                                                            | 970             | с. Нова Гребля, центр сільради, центр села                        |
| 63 | Могила Соломонова Ю. Д. — радянського воїна                                                                                  | 990             | с. Нова Гребля, центр сільради, центр села                        |
| 64 | Могила Воропаєва О. М. — радянського воїна                                                                                   | 1649            | с. Нова Гребля, центр сільради, центр села                        |
| 65 | Могила Карікова В. Д. — радянського воїна                                                                                    |                 | с. Овлаші, Довгополівська сільрада, центр села                    |
| 66 | Група братських (2) могил радянських воїнів                                                                                  | 971             | с. Олексіївка, Перехрестівська сільрада, центр села               |
| 67 | Братська могила радянських активістів, які загинули під час громадянської війни                                              |                 | с. Перекопівка, центр сільрада, кладовище                         |
| 68 | Братська могила радянських активістів, які загинули під час громадянської війни                                              |                 | с. Перекопівка, центр сільрада, кладовище в урочищі Піски         |
| 69 | Братська могила радянських воїнів                                                                                            | 1655            | с. Піски, Коржівська сільрада, кладовище                          |
| 70 | Братська могила радянських воїнів та пам'ятник воїнам-землякам                                                               | 972             | с. Погожа Криниця, центр сільради, центр села                     |
| 71 | Братська могила радянських воїнів та пам'ятник воїнам-землякам                                                               | 973             | с. Попівщина, Анастасівська сільрада, центр села                  |
| 72 | Могила Горлова Я. Я. — радянського воїна                                                                                     |                 | с. Посад, Великобубнівська сільрада, центр                        |
| 73 | Братська могила радянських військовополонених та жертв фашизму                                                               |                 | с. Посад, Великобубнівська сільрада, у лісі                       |
| 74 | Могила радянського воїна | 1665            | с. Правдюки, Пустовійтівська сільрада, кладовище                  |
| 75 | Група братських могил радянських воїнів                                                                                      | 974             | с. Пустовійтівка, центр сільради, центр села                      |
| 76 | Могила Дудника Г. Д. — радянського воїна                                                                                     | 991             | с. Пустовійтівка, центр сільради, кладовище                       |
| 77 | Братська могила радянських воїнів                                                                                            | 2239            | с. Пустовійтівка, центр сільради, кладовище                       |
| 78 | Братська могила радянських воїнів                                                                                            | 975             | с. Ріпки, центр сільради, центр села                              |
| 79 | Братська могила радянських воїнів та пам'ятник воїнам-землякам                                                               | 976             | с. Рогинці, центр сільради, центр села                            |
| 80 | Могила Глущенка М. Ф., який загинув у Афганістані                                                                            |                 | с. Сененкове, Плавинищенська сільрада, кладовище                  |
| 81 | Братська могила учасників громадянської війни                                                                                | 979             | с. Сміле, центр сільради, центр села                              |
| 82 | Братська могила радянських воїнів                                                                                            | 1667            | с. Сміле, центр сільради, центр села                              |
| 83 | Братська могила радянських воїнів                                                                                            | 978             | с. Сміле, центр сільради, кладовище «Бурти»                       |
| 84 | Братська могила радянських воїнів                                                                                            | 1666            | с. Сміле, центр сільради, кладовище «Лиса гора»                   |
| 85 | Братська могила радянських воїнів                                                                                            | 977             | с. Сміле, центр сільради, біля школи колишнього села Протасівка   |
| 86 | Могила радянського воїна | 1880            | с. Сміле, центр сільради, кладовище «Лиса гора»                   |
| 87 | Братська могила радянських воїнів та пам'ятник воїнам-землякам                                                               | 980             | с. Сулими, центр сільради, центр                                  |
| 88 | Братська могила радянських воїнів                                                                                            | 982             | с. Хмелів, центр сільради, центр села                             |
| 89 | Братська могила радянських воїнів та пам'ятник воїнам-землякам                                                               | 981             | с. Хоминці, центр сільради, центр села                            |
| 90 | Братська могила радянських воїнів                                                                                            | 983             | с. Чеберяки, Глинська сільрада, центр села                        |
| 91 | Могила Важкевича Г. С. — українського вченого-філолога                                                                       |                 | с. Шумське, Артюхівська сільрада, околиця                         |
| 92 | Братська могила радянських воїнів                                                                                            | 985             | с. Ярмолинці, Коржівська сільрада, центр села                     |
| 93 | Братська могила радянських воїнів та пам'ятник воїнам-землякам                                                               | 984             | с. Ярошівка, центр сільради, центр села                           |
|    | |                 |                                                                   |